# Francesco Sfondrati
Francesco Sfondrati (Cremona, 26 de octubre de 1493 – ib., 31 de julio de 1550) fue un jurisconsulto y eclesiástico italiano. 

## Biografía

### Familia
Procedente de una ilustre familia del patriciado cremonense, su padre Giovan Battista Sfondrati se trasladó a Milán en 1487 en tiempos del duque Gian Galeazzo Sforza, y destacado en la profesión de la jurisprudencia, llegó a ser senador del ducado y embajador al servicio de Ludovico el moro; de su matrimonio con Margherita Homodeo tuvo al menos tres hijos: Francesco, de quien venimos hablando, Niccolò, y Giulia, que tras quedar viuda entró en religión y murió en olor de santidad. 

### Primeros años
Siguiendo la profesión paterna, Francesco se doctoró en Derecho por la Universidad de Pavía en 1520, y posteriormente fue profesor de esta misma materia en Padua, Pavia, Bolonia, Roma y Turín. 
Fue consejero de Francesco Maria Sforza, podestà de Pavía, senador en Milán, embajador del duque Carlos III de Saboya, senador en Turín, gobernador de Siena y hombre de confianza del emperador Carlos V, que en 1537 le nombró conde de Riviera di Lecco.  De su matrimonio con Anna Visconti, de la reputada familia Visconti, tuvo siete hijos: Aurelia, Lavinia, Giulia, Niccolò, que llegó a ser papa, Paola y Paolo. 

### Carrera eclesiástica
Tomó el estado eclesiástico tras quedar viudo en 1538. Pronto fue nombrado protonotario apostólico y referendario del Tribunal de la Signatura Apostólica, en 1543 obispo de Sarno y en 1544 y arzobispo de Amalfi. En el consistorio celebrado en diciembre de este año, Paulo III le creó cardenal con título de Ss. Nereo y Achilleo, que posteriormente cambiaría por el de Santa Anastasia, y miembro de la Inquisición en Roma. Transferido a la diócesis de Capaccio (1547) y Cremona (1549), ofició también como legado en Alemania y como cardenal elector en el cónclave de 1549-50 en que fue elegido Julio III. 
Fallecido en 1550 a los 57 años de edad, fue sepultado en la capilla del Santo Sacramento de la Catedral de Cremona. Dejó escritas varias obras de temática jurídica y un poema heroico titulado "De raptu Helenae".